# Земгале (Елгавский край)
Зе́мгале (латыш. Zemgale) — населённый пункт в Елгавском крае Латвии. Входит в состав Глудской волости. Находится на левом берегу реки Тервете. Расстояние до города Елгава составляет около 13 км. По данным на 2015 год, в населённом пункте проживало 234 человека.

## История
В советское время населённый пункт носил название Упесплуги и был центром Глудского сельсовета Елгавского района.